# Fons d'inversió lliure
Un fons d'inversió lliure (conegut en anglès com a hedge fund, que vol dir "fons cobert") és un fons d'inversió que inverteix en actius relativament líquids i és capaç de fer un ús extensiu de tècniques de negociació, construcció de carteres i gestió de riscs més complexes per millorar el rendiment, com ara la venda en descobert, el palanquejament i els derivats financers. Els reguladors financers generalment restringeixen la comercialització de fons d'inversió lliure, excepte a inversors institucionals, persones amb un patrimoni elevat i inversors acreditats.
Els fons d'inversió lliure es consideren inversions alternatives. La seva capacitat per fer un ús més ampli de palanquejament i tècniques d'inversió més complexes els distingeix dels fons d'inversió regulats disponibles per al mercat minorista, com ara els fons d'inversió i els ETF. També es consideren diferents dels fons d'inversió privats i altres fons tancats similars, atès que els fons de d'inversió lliure generalment inverteixen en actius relativament líquids i són generalment de capital lliure, el que significa que permeten als inversors invertir i retirar capital periòdicament en funció de valor liquidatiu, mentre que els fons de capital privat inverteixen generalment en actius poc líquids i només retornen capital després d’uns quants anys. No obstant això, a part de l'estat regulador d'un fons, no hi ha definicions formals ni fixes dels tipus de fons, de manera que hi ha diferents punts de vista sobre el que pot constituir un fons d'inversió lliure.
Tot i que els fons d'inversió lliure no estan subjectes a moltes de les restriccions que s'apliquen als fons regulats, es van aprovar regulacions als Estats Units i a Europa després de la crisi financera del 2007–2012 amb la intenció d’incrementar la supervisió del govern dels fons de d'inversió lliure i eliminar certs buits regulatoris.
Encara que la majoria dels fons d'inversió lliure moderns poden emprar una àmplia varietat d'instruments financers i tècniques de gestió de riscos, poden ser molt diferents els uns dels altres pel que fa a les seves estratègies, riscs, volatilitat i perfil de rendiment esperat. És habitual que les estratègies d'inversió en fons de d'inversió lliure tinguin com a objectiu obtenir un retorn positiu de la inversió, independentment de si els mercats pugen o baixen ("rendiment absolut"). Tot i que els fons d'inversió lliure es poden considerar inversions arriscades, els rendiments esperats d'algunes estratègies de fons d'inversió lliures són menys volàtils que els dels fons minoristes amb alta exposició als mercats de valors, a causa de l'ús de tècniques de cobertura.
Un fons d'inversió lliure normalment paga al seu gestor una comissió de gestió (per exemple, un 2% (anualitzat) del valor liquidatiu del fons) i una comissió de rendiment (per exemple, un 20% de l’increment del valor liquidatiu del fons durant un any).
Els fons d'inversió lliure existeixen de fa moltes dècades i s'han popularitzat cada cop més. Actualment han crescut fins a convertir-se en una fracció substancial de la indústria de la gestió d’actius, amb actius que sumen uns 3,2 bilions de dòlars el 2018.

## Història
Durant el mercat alcista dels Estats Units dels anys vint del segle XX hi havia nombrosos fons d'inversió privats a disposició dels inversors rics. D’aquell període, el més conegut avui en dia és el Graham-Newman Partnership, fundat per Benjamin Graham i el seu soci comercial Jerry Newman. Aquest va ser citat per Warren Buffett en una carta del 2006 dirigida al Museum of American Finance com un dels primers fons d'inversió lliure, i basant-se en d'altres comentaris de Buffett, Janet Tavakoli considera que la firma d'inversió de Graham és el primer fons d'inversió lliure.
Al sociòleg Alfred W. Jones se li atribueix l'encunyació del nom anglès "hedge fund" i se li atribueix la creació de la primera estructura de fons d'inversió lliure el 1949. Jones es va referir al seu fons com a "cobert", un terme que llavors s'utilitzava habitualment a Wall Street per descriure la gestió del risc financer a causa dels canvis als mercats financers.
Als anys setanta, els fons d'inversió lliure es van especialitzar en una estratègia única, amb la majoria de gestors de fons seguint el model de renda variable llarga/curta. Molts fons de d'inversió lliure es van tancar durant la recessió del 1969-1970 i la caiguda del mercat de valors del 1973 al 1974 a causa de les pèrdues importants que van tindre. Van rebre una renovada atenció a finals dels anys vuitanta.
Durant la dècada de 1990, el nombre de fons d'inversió lliure va augmentar significativament, amb la Bombolla puntcom, l'estructura de compensació d'interessos alineats (és a dir, interessos financers comuns) i la promesa de rendibilitats superiors als habituals com a causes probables. Durant la propera dècada, les estratègies de fons de d'inversió lliure es van expandir per incloure: arbitratge creditici, deute d'emisors de poca qualitat creditícia, renda fixa, anàlisi quantitativa i multi-estratègia. Els inversors institucionals nord-americans, com ara els fons de pensions i dotacionals, van començar a assignar parts més grans de les seves carteres a fons d'inversió lliure.
Durant la primera dècada del segle XXI els fons d'inversió lliures van guanyar popularitat a tot el món i el 2008 la indústria mundial dels hedge funds tenia 1,93 bilions de dòlars en actius gestionats. Tanmateix, la crisi financera del 2007-2008 va provocar que molts fons de d'inversió lliure restringissin les retirades d’inversors i la seva popularitat i els totals d’actius gestionats van disminuir. El total d'actius gestionats va repuntar i l'abril del 2011 es va estimar en gairebé 2 bilions de dòlars. El febrer de 2011 el 61% de la inversió mundial en fons d'inversió lliure provenia d'inversors institucionals.
L’abril de 2012, la indústria dels fons d'inversió lliure va assolir un màxim rècord d’actius totals gestionats de 2,13 bilions de dòlars. A mitjans de la dècada de 2010, la indústria dels fons d'inversió lliure va experimentar un descens generalitzat. Dan Loeb ho va anomenar un "camp de matança de fons d'inversió lliure" a causa de la caiguda del clàssic llarg/curt a causa de la relaxació sense precedents dels bancs centrals. La correlació borsària dels Estats Units es va fer insostenible per als venedors en descobert. Actualment, la indústria dels fons de d'inversió lliure ha assolit un estat de maduresa que es consolida al voltant de les empreses més grans i consolidades com Citadel, Elliot, Milennium, Bridgewater i altres. El ritme d’inici de nous fons supera ara per ara els tancaments de fons.